# Babanekita
La babanekita es un mineral, arseniato de cobre hidratado, que fue descubierto por primera vez en ejemplares procedentes de la mina Rovnost, en Jáchymov, Karlovy Vary, República Checa. El nombre es un homenaje a František Babánek, géologo y mineralogista que estudió este distrito minero.

## Propiedades físicas y químicas
La babanekita es un mineral del grupo de la vivianita, de color rosa y por su aspecto y morfología de los cristales, de un tamaño de hasta 2 mm, generalmente agrupados en forma divergente en esferillas,  puede confundirse fácilmente con la eritrina, aunque es mucho más rara. Además de los elementos de la fórmula, puede contener pequeñas cantidades de Co, Zn, Mg y otros iones divalentes.Cristaliza en el sistema monoclínico, clase prismática  2/m, y los cristales muestran principalmente las formas {010}, {100}, {110} y {101}.

## Yacimientos
La babanekita se encuentra en la zona de alteración de mineralizaciones que contienen cobre y arsénico. Es un mineral raro, conocido en alrededor de una docena de localidades en todo el mundo. En España se ha encontrado en la  mina Iris 18, en Escornalbou (Tarragona).